# Grimes (cântăreață)
Claire Elise Boucher (n. 17 martie 1988), sub numele de scena Grimes, este o cântăreață, producătoare de discuri și artistă vizuală canadiană.      Muzica ei încorporează elemente de stiluri și genuri variate, inclusiv dream pop, R&B, muzică electronică și hip hop . 
Născută și crescută la Vancouver, Grimes a lansat muzică independent la sfârșitul anilor 2000, lansând două albume, Geidi Primes și Halfaxa în 2010, cu Arbutus Records . Ulterior a semnat cu 4AD  și a ajuns cunoscută odată cu lansarea celui de-al treilea album de studio Visions în 2012. A produs single - urile „ Genesis ” și „ Oblivion ” și a primit premiul Juno pentru albumul electronic al anului.  Al patrulea album de studio Art Angels (2015) a primit aclamații critice și a fost desemnat cel mai bun album al anului de mai multe publicații.  Cel de-al cincilea album de studio, Miss Anthropocene, a fost lansat pe 21 februarie 2020. 

## Influențe
Influențele lui Grimes includ Aphex Twin,  Bikini Kill,  Black Dice,  Blink-182,  Blue Hawaii,  David Bowie,  Înmormântare,  Kate Bush,  Mariah Carey,  Cocteau Twins,  Dungeon Family,  Enya,  Al Green,  Hildegard von Bingen,  Cum să te îmbraci bine,  Chris Isaak,  Michael Jackson,  Jedi Mind Tricks,  Billy Joel,  Yoko Kanno,  Kenji Kawai,  Alicia Keys,  Yayoi Kusama,  Marilyn Manson,  Mindless Self Indulgence,  Joanna Newsom,  Ediție nouă,  Nine Inch Nails,  Outkast,  Panda Bear,  Paramore,  Queen,  Trent Reznor,  Salem,  Skinny Puppy,  Tool,  St. Vincent,  Dandi Wind,  Geinoh Yamashirogumi,  și Yeah Yeah Da ;  asemenea, K-pop,  muzică medievală  și The Legend of Zelda . 

## Discografie
- Geidi Primes (2010)
- Halfaxa (2010)
- Visions (2012)
- Art Angels (2015)
- Miss Anthropocene (2020)

## Turneuri
- Halfaxa Tour (Canada, 2010) (co-headlined with Pop Winds)
- Darkbloom Tour (America de Nord, 2011) (supported by Doldrums)
- Visions Tour (World, 2012-2014) (supported by Born Gold, Myths, Elite Gymnastics, Ami Dang)
- Turneul Cowgirls Rhinestone (America de Nord, 2015) (supported by Nicole Dollanganger)
- Ac!d Reign Tour (Asia / Europa, 2016) (supported by Hana, Aristophanes, Lupa J)
- March of the Pugs Tour (America de Nord, 2016) (supported by Hana, Tei Shi, Christine and the Queens)